# Драгутин Алексић
Драгутин Алексић (Сладаја, 8. март 1947 – Деспотовац, 8. октобар 2011) био је српски вајар. Алексић је класик наивне уметности Србије.

## Биографија
Рођен је 1947. године у селу Сладаја код Деспотовца, Србија. Скулптуром се бавио од 1968. Умро је 2011. године у Сладаји.

## Стил
Његова заокупљеност егзистенцијалним проблемима сељака, горштака, рудара, видљива је у скулптури изузетне изражајне снаге, постигнуте особеним начином извођења,експресивно,више под снажним ударцима секире у дрво него длетом вајара. Вођен снажним инстиктом, робусном природом, рустично обрађује дрво, преносећи сву сирову енергију у дрвену масу, истичући доминантну снагу човека – горштака, који отима од природе у борби за опстанак. На скулптурама са умноженим ликовима, ретке су централне личности и догађаји. Уметник ваја и ослобађа мисао а не причу, отуда је интензитет експресивности најизражејнији у самом поступку засецања, хитром, хировитом. Дубљи, нагли, неочекивани засек у дрвну масу ствара динамичне светлосне ефекте у којима игра светлости и сенке читавом делу даје додатну димензију. Уметник је акције, инстикта а не ликовног предумишљаја. Зато је његова мисао сирова, необрађена али директна, сугестивна, понекад шематски дата али интензивна и доречена.
Из целих маса монументалних облица израњају главе, попрсја, ређе целе фигуре људи и животиња, као и растиње. Скулпторским третманом дело Драгутина Алексића дотиче се Art Brut-а или тачније, налази се на граници наивне уметности и арт брута.

## Изложбе и награде
Излаже од 1970. године на самосталним и групним изложбама у земљи и иностранству. Добитник је великог броја награда и признања за свој ликовни израз. Највећа збирка његових скулптура налази се у Музеју наивне и маргиналне уметности (МНМУ) у Јагодини.

## Галерија
- Тужни газда, 1968. 
МНМУ, Јагодина
- Несрећна мајка, 1970. 
МНМУ, Јагодина
- Несрећна невеста, б. г. 
МНМУ, Јагодина